# SC Schlesien Breslau
Der SC Schlesien Breslau war ein deutscher Fußballverein aus dem mittelschlesischen Breslau.

## Geschichte

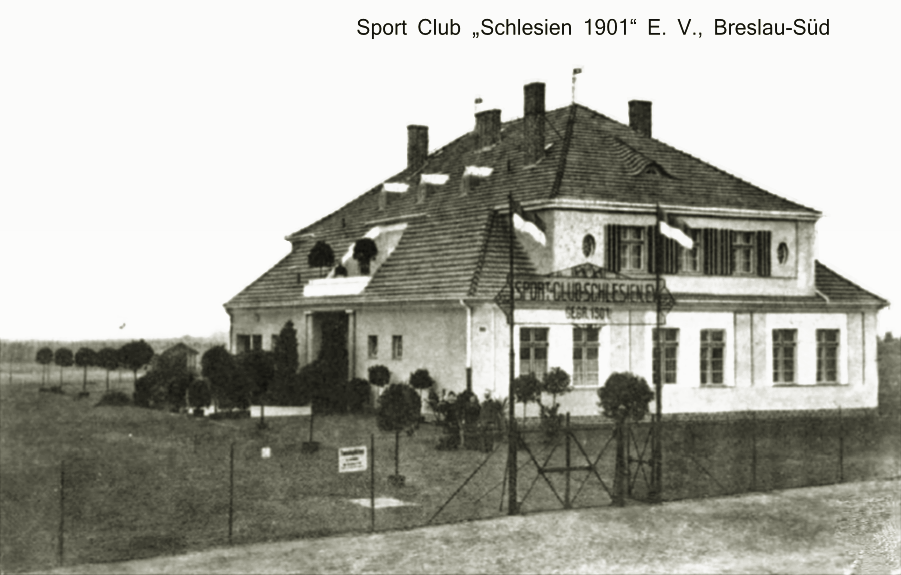
Das Clubhaus
in einer Aufnahme aus dem Jahr 1927

Der Verein entstand 1901 nach Abspaltung von SV Blitz Breslau. 1905 wurde Breslau Meister von Schlesien und erreichte die Endrunde der deutschen Meisterschaft. Breslau gewann in der ersten Runde gegen den SC Alemannia Cottbus und sollte anschließend beim Magdeburger FC Viktoria 1896 antreten, verzichtete aber wegen zu hoher Reisekosten auf die Teilnahme.
In der Endrunde 1905/06 war BFC Hertha 92 beim 1:7 deutlich stärker als Schlesien. Ein Jahr später, in der Saison 1906/07, verlor Schlesien mit 1:2 gegen BFC Viktoria 1889. 
1924 erfolgte eine Fusion mit dem FC Rapid Breslau zum SC Schlesien 1901-Rapid Breslau, 1929 nahm der Verein wieder den Namen SC Schlesien Breslau an. 
1934 fusionierte er mit dem VfR 1897 Breslau zum VfR Schlesien 1897 Breslau. 
Die Heimstätte des SC Schlesien Breslau war bis zur Auflösung des Vereins 1934 ein Sportplatz im Breslauer Stadtteil Kleinburg (heute: Borek im Stadtbezirk Wrocław-Krzyki). Der Platz trägt heute den Namen Stadion Sztabowa.

## Erfolge
- 3 × Teilnahme an der Endrunde um die deutsche Meisterschaft: 1905, 1906, 1907
- 1 × Südostdeutscher Meister: 1907
- 3 × Meister des Verbandes Breslauer Ballspiel-Vereine: 1904, 1905, 1906
- 1 × Mittelschlesischer Meister: 1921
- 2 × Breslauer Meister: 1907, 1921